# Veronika Vitzthum
Veronika Vitzthum, avstrijska alpska smučarka, * 11. marec 1963, Unken, Avstrija.
Ni nastopila na olimpijskih igrah ali svetovnih prvenstvih. V svetovnem pokalu je tekmovala pet sezon med letoma 1981 in 1986 ter dosegla tri uvrstitve na stopničke, vse v smuku. V skupnem seštevku svetovnega pokala je bila najvišje na 34. mestu leta 1984, leta 1983 je bila enajsta v smukaškem seštevku.